# Dafa (socken i Kina, Inre Mongoliet)
Dafa (kinesiska: 大发, 大发街道) är en socken i Kina. Den ligger i den autonoma regionen Inre Mongoliet, i den norra delen av landet, omkring 120 kilometer väster om regionhuvudstaden Hohhot. Antalet invånare är 580. Befolkningen består av 270 kvinnor och 310 män. Barn under 15 år utgör 6,0 %, vuxna 15-64 år 67 %, och äldre över 65 år 26,0 %.
Genomsnittlig årsnederbörd är 546 millimeter. Den regnigaste månaden är juli, med i genomsnitt 149 mm nederbörd, och den torraste är januari, med 2 mm nederbörd.